# Rafał Augustyn Kleweta

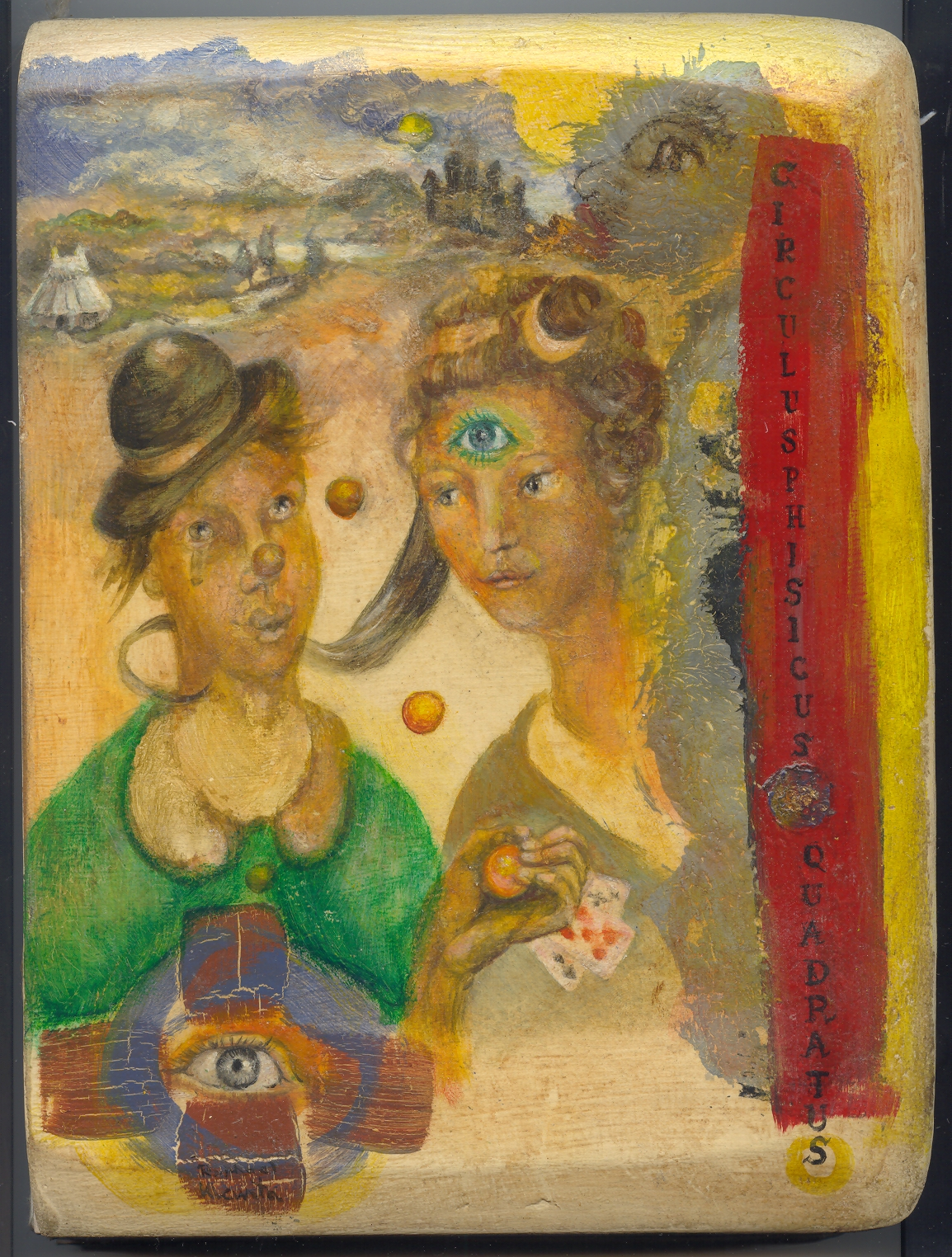
Rafał Kleweta: Peinture sur bois
(Malarstwo na drewnie)

Rafał Augustyn Kleweta (ur. 28 maja 1949 w Łodzi, zm. 30 kwietnia 2016 we Carcassonne) – polski malarz, grafik i wydawca, założyciel Anima Mundi Publishing Group, czynny we Francji.
Po maturze w roku 1968 studiował na Akademii Sztuk Pięknych w Łodzi. Pracował jako projektant kostiumów dla filmu „Potop” w reżyserii Jerzego Hoffmana, a następnie 1971 rozpoczął studia w Düsseldorfie u profesora Erwina Heericha. Studia ukończył w 1976 roku, dyplomem z grafiki pt. tytułem "Meisterschüler". 
Rozpoczął pracę jako niezależny artysta, w roku 1976 zamieszkał w Aude, w departamencie Langwedocja-Roussillon (Francja). Zaprojektował medale i biżuterię oraz wystrój gabinetu dla szejka Arabii Saudyjskiej. W 1979 roku został wyróżniony medalem Józefa Gielniaka za drzeworyt.
W 1989 roku założył wydawnictwo Anima Mundi i wydał 50 pozycji wydawniczych.
W roku 1999 został wybrany na członka A.M.A.C. (Association of Contemporary Art Movement)
Prace artysty znajdują się w wielu muzeach świata, a także w zbiorach prywatnych:
Museum of Contemporary Art in Lodz, Poland.
Museum of Contemporary Art in Düsseldorf, Germany (Graphische Sammlung Ehrenhof).
Artothèque of Düsseldorf, Germany.
Collection of Artists Books in the Nîmes Library, France.
National Library collection of Toulouse, France.
National Library collection of Montpellier, France.
University Library collection of Montpellier
University Library collection of Lausanne, Switzerland.
Laverune Museum.
Pierre Bayle Museum of Carla Bayle (French Pyrénées).
Mande Library.
Graveline Library.
Bagnouls sur Cèze Library.
Carcassonne Library.
National collection of the city of Liège, Belgium.
Ulysse Capitaine Library.
Kunstsammlung of "Veste Coburg", Germany.
City of Saint Etienne, "Elsa Triolet" Library.
Chiroux Library of the city of Liège, Belgium, Official Wallon collections.
In most French Institutes in Europe.